# Thanh thiếu niên

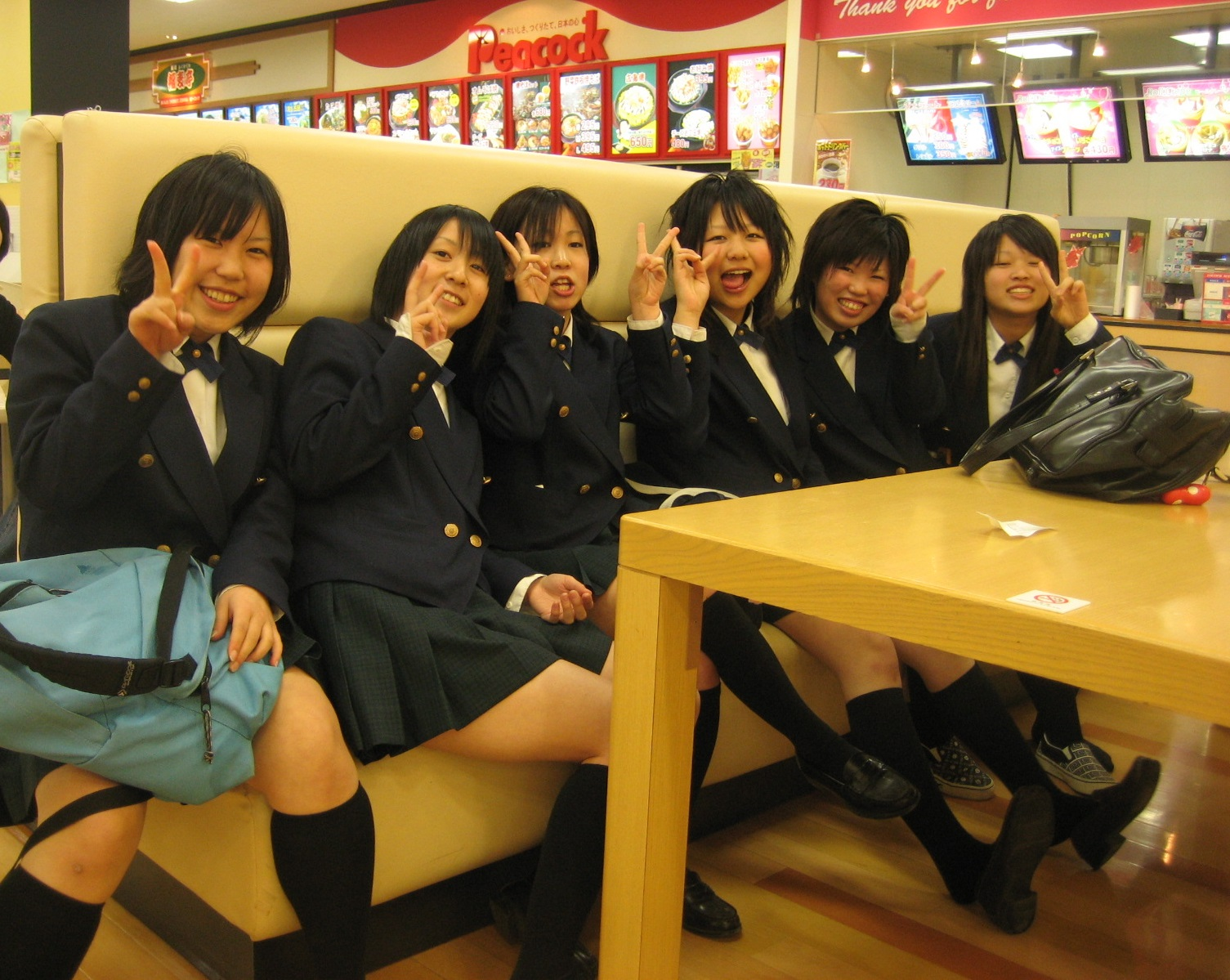
Các thiếu nữ Nhật tại Fukushima, Nhật Bản

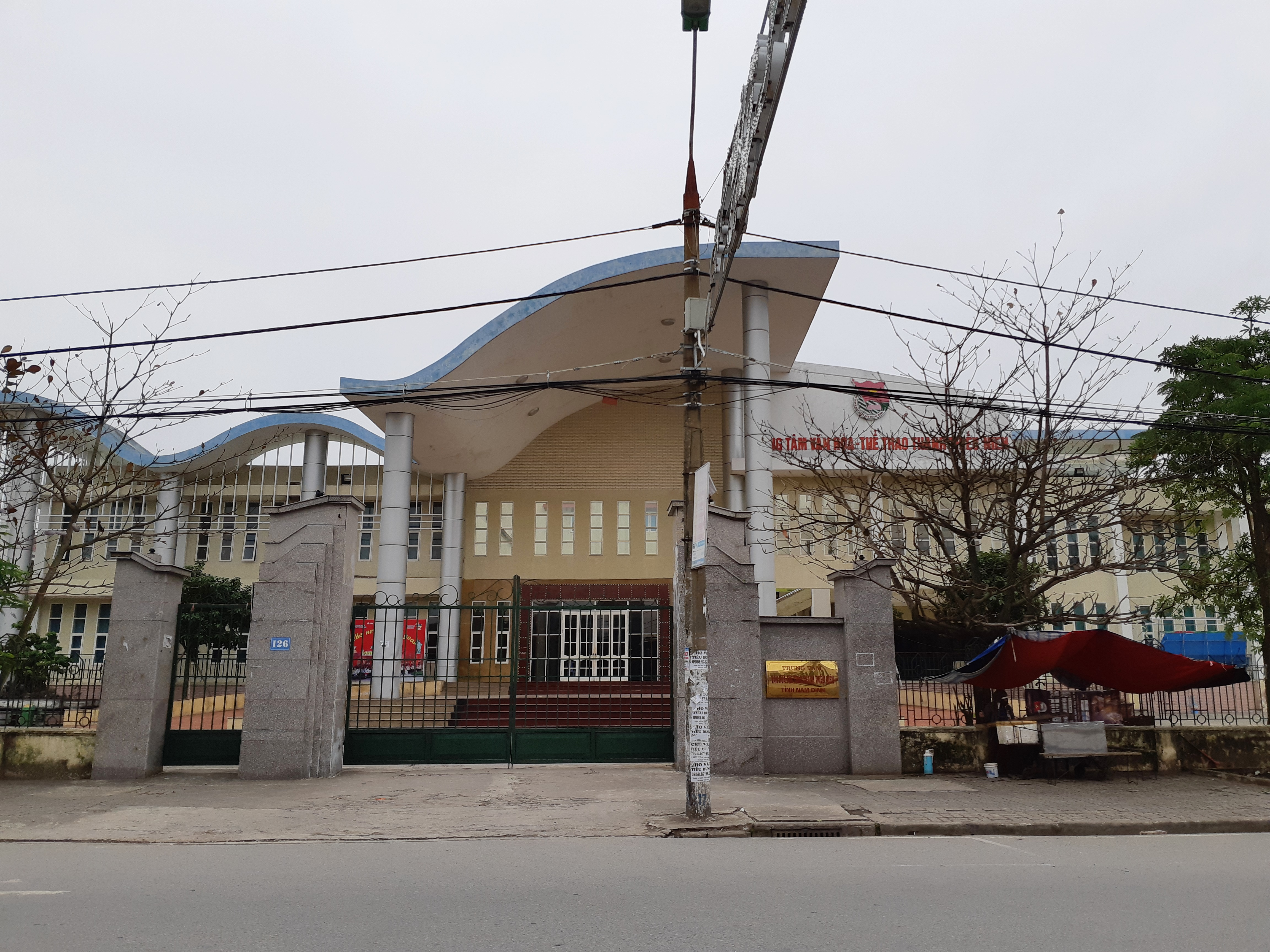
Trung tâm Văn hóa - Thể thao Thanh thiếu niên tỉnh Nam Định, Việt Nam

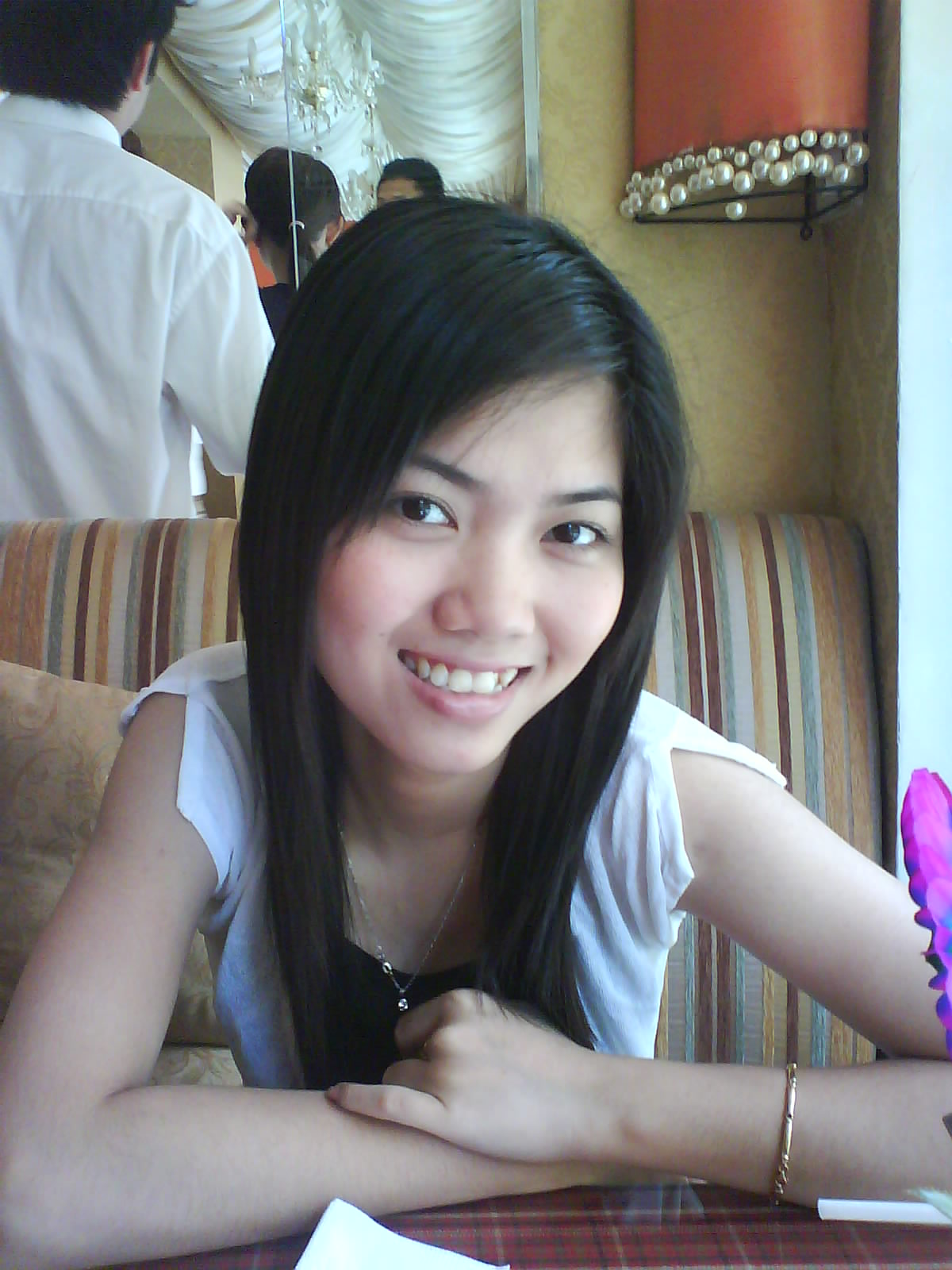
Tuổi Teen

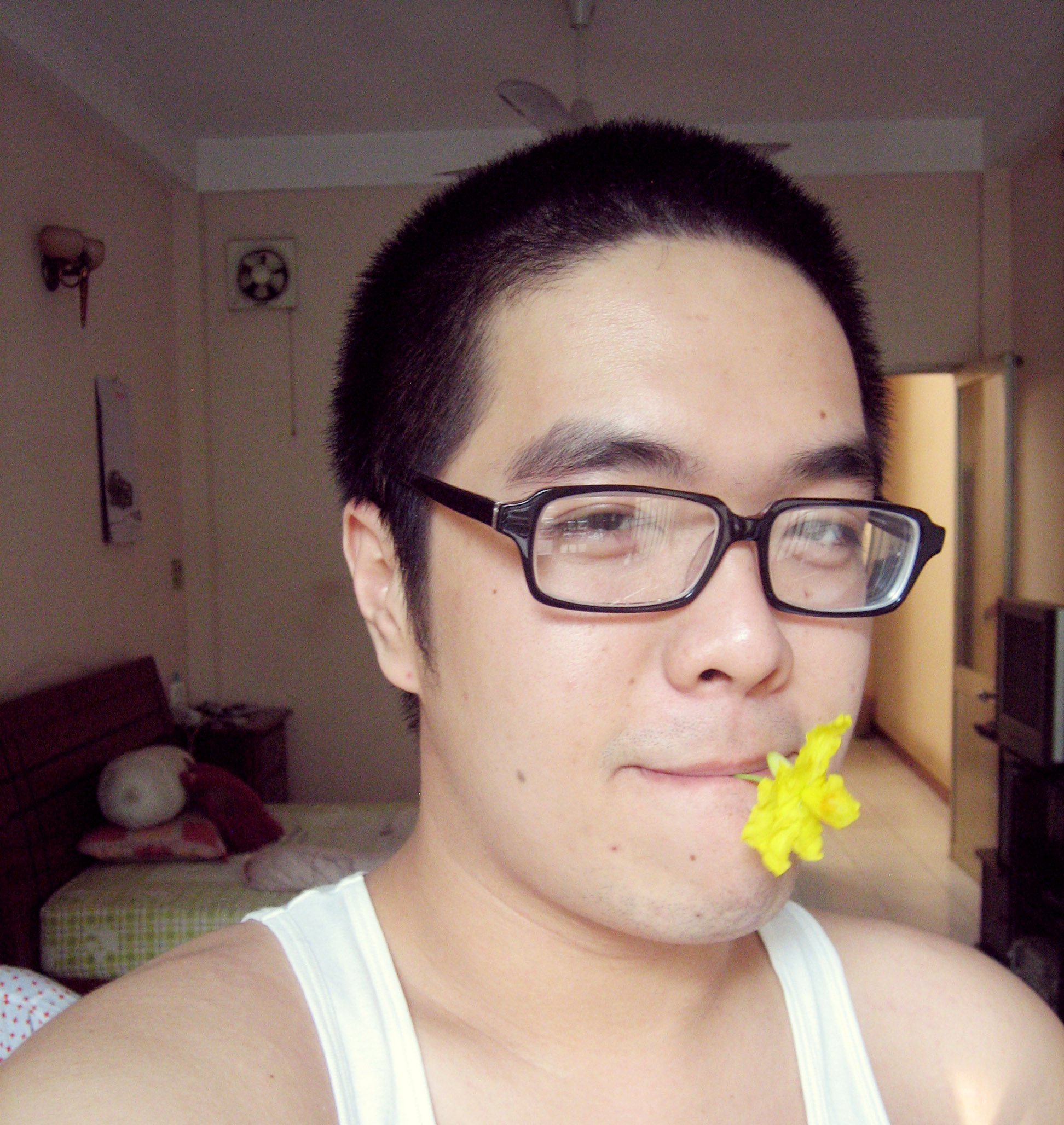
Tuổi Teen

Thanh thiếu niên hay còn gọi lóng là tuổi thần tiên, tuổi ô mai, tuổi teen (13-19 tuổi, trong tiếng Anh dải số này được đọc với đuôi là "-teen" nên khoảng tuổi này được gọi là "teenage", và người trong giai đoạn này cũng được gọi là "teenager", "teenage boy/girl") là một giai đoạn chuyển tiếp thể chất và tinh thần trong sự phát triển của con người diễn ra giữa giai đoạn trẻ em và trưởng thành. Sự chuyển tiếp này liên quan tới những thay đổi về sinh học (ví dụ dậy thì), xã hội và tâm lý, dù những thay đổi về sinh học và tâm lý là dễ nhận thấy nhất. Về lịch sử, tuổi dậy thì thường gắn liền với tuổi teen (13-19) và sự bắt đầu của sự phát triển tuổi thiếu niên. Tuy nhiên, trong những năm gần đây, sự bắt đầu giai đoạn dậy thì đã có một sự gia tăng trong thiếu niên (đặc biệt là nữ, như được thấy với dậy thì sớm); thỉnh thoảng tuổi thiếu niên được kéo dài tới sau cả tuổi teen (đặc biệt ở nam). Những thay đổi này đã khiến việc định nghĩa một cách chắc chắn khung thời gian của tuổi thiếu niên trở nên khó khăn.
Sự kết thúc của tuổi thiếu niên và sự khởi đầu của tuổi trưởng thành khác biệt theo từng quốc gia và bởi chức năng, và hơn nữa thậm chí bên trong một quốc gia hay nền văn hoá cũng có những độ tuổi khác nhau để một cá nhân được coi là (theo tuổi tác và pháp lý) đủ lớn để được xã hội tin tưởng giao phó một số trách nhiệm. Những cột mốc đó gồm, nhưng không hạn chế bởi, lái xe, có quan hệ tình dục hợp pháp, thực hiện nghĩa vụ quân sự hay tham gia một bồi thẩm đoàn, mua và uống rượu, bỏ phiếu, tham gia hợp đồng, cạnh tranh một số cấp giáo dục, và kết hôn.
Tuổi thiếu niên thường đi kèm với sự gia tăng mức độ độc lập được phép từ phía cha mẹ hay người giám hộ và giảm bớt sự giám sát, trái ngược với giai đoạn thiếu niên (tiền thiếu niên).

## Dậy thì
Dậy thì là một giai đoạn kéo dài nhiều năm trong đó xảy ra những sự thay đổi lớn về tăng trưởng thể chất và tâm lý, lên tới đỉnh điểm là sự trưởng thành tình dục. Tuổi bắt đầu trung bình của tình trạng dậy thì là 10 tuổi với các cô bé và 12 với các cậu bé. Biểu thời gian cá nhân cho độ tuổi dậy thì của từng người bị ảnh hưởng chủ yếu bởi tính di truyền, dù các yếu tố môi trường, cũng có một số ảnh hưởng. Các yếu tố này có thể dẫn tới sự dậy thì muộn.
Dậy thì bắt đầu với một sự tăng vọt trong lượng sản xuất hormone, và tới lượt nó, lại gây ra một số thay đổi thể chất. Nó cũng là giai đoạn trong cuộc sống khi một đứa trẻ phát triển các đặc điểm giới tính thứ hai (ví dụ, một giọng trầm hơn và một yết hầu lộ ở các cậu bé, và sự phát triển vú và hông nở và rõ hơn ở các cô bé) khi sự cân bằng hormone của cô bé hay cậu bé đó bị thay đổi hướng mạnh về giai đoạn dậy thì. Nó được gây ra bởi tuyến yên, sản sinh ra một lượng tác nhân hormone lớn trong mạch máu, dẫn tới một phản ứng dây chuyền. Các tuyến sinh dục nam và nữ sau đó được kích hoạt, tiến vào một giai đoạn phát triển và tăng trưởng nhanh chóng; các tuyến sinh dục được kích hoạt khi ấy bắt đầu sản xuất ra hàng loạt các hoá chất cần thiết. Các tinh hoàn chủ yếu sản xuất ra testosterone, và các buồng trứng chủ yếu sản xuất ra estrogen phân giải. Sự sản xuất ra các hormone này dần tăng lên cho tới khi đạt điểm trưởng thành giới tính. Một số chú bé có thể phát triển gynecomastia vì một sự mất cân bằng các hormone sinh dục, sự phản ứng mô hay béo phì. Một cách đơn giản, tuổi dậy thì là thời điểm khi cơ thể một đứa trẻ bắt đầu thay đổi để trở thành một cơ thể trưởng thành.
Râu ở các chú bé thường xuất hiện như một dấu hiệu nhận biết riêng biệt trong giai đoạn dậy thì. Thường ban đầu râu có khuynh hướng mọc ở hai phía mép trên, thường trong khoảng 14 tới 16 tuổi. Sau đó nó lan ra để thành hình một bộ ria mép trên toàn bộ môi trên. Tiếp đó là sự xuất hiện râu ở phần trên má, và vùng dưới môi dưới. Cuối cùng râu lan sang hai bên và phần dưới cằm, và phần còn lại của mặt dưới để tạo thành một bộ râu đầy đủ. Như với hầu hết các quá trình sinh học của con người, thời điểm chính xác có thể khác biệt theo từng người. Râu thường xuất hiện ở cuối tuổi thiếu niên, khoảng 17 hay 18, nhưng cũng có thể không xuất hiện cho tới nhiều năm sau. Một số nam giới không có đầy đủ râu trong một giai đoạn 10 năm sau khi dậy thì. Râu có thể tiếp tục rậm hơn, đen hơn và dày hơn trong khoảng 2 tới 4 năm sau dậy thì.

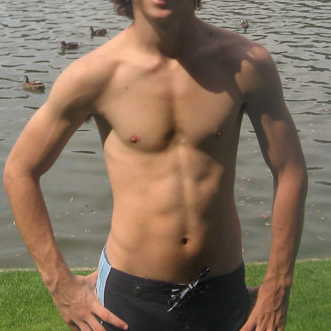
Thân hình của một thiếu niên. Cấu trúc đã thay đổi để giống với một người trưởng thành.

Một cột mốc quan trọng trong giai đoạn dậy thì của nam là lần xuất tinh đầu tiên, vốn xảy ra, theo trung bình, ở độ tuổi 13. Với nữ, đó là sự bắt đầu có kinh nguyệt, sự khởi đầu của kinh nguyệt, vốn xảy ra, theo trung bình, trong giai đoạn 12 và 13 tuổi. Độ tuổi bắt đầu có kinh nguyệt cũng bị ảnh hưởng bởi tính di truyền, nhưng một chế độ ăn và phong cách sống của một cô bé cũng góp phần vào đó. Không cần biết tới gene, một cô bé phải có một số tỷ lệ mỡ cơ thể để bắt đầu có kinh nguyệt. Vì thế, các cô bé có khẩu phần nhiều mỡ và không hoạt động thể chất nhiều thường có khuynh hướng có kinh nguyệt sớm hơn, theo trung bình, so với những cô bé có chế độ ăn có ít chất béo và có nhiều hoạt động thể chất làm giảm béo hơn (ví dụ, múa ballet và thể dục). Các cô gái bị suy dinh dưỡng hay trong các xã hội trong đó trẻ em thường phải làm các công việc thể chất cũng bắt đầu có kinh nguyệt ở các độ tuổi muộn hơn.
Thời điểm diễn ra tuổi dậy thì có thể có những hậu quả tâm sinh lý và xã hội quan trọng. Các chú bé dậy thì sớm thường cao và khoẻ hơn các bạn. Chúng có ưu thế trong việc thu hút sự chú ý của các đối tác tiềm năng và trong việc trở thành những nhân vật nổi bật trong thể thao. Các chú bé đang dậy thì thường có một hình ảnh cơ thể đẹp, và tự tin hơn, độc lập hơn. Các chú bé dậy thì muộn có thể kém tự tin hơn bởi hình ảnh thân hình kém hơn khi so với những người bạn đã dậy thì. Tuy nhiên, dậy thì sớm không phải luôn là tốt cho các chú bé; những chú bé trưởng thành sớm về giới tính có thể đi kèm với sự gia tăng tính hung hãn vì sự gia tăng mạnh hormone ảnh hưởng tới họ. Bởi họ có vẻ ngoài già dặn hơn các bạn, những chú bé dậy thì sớm có thể phải đối mặt với nhiều áp lực xã hội hơn để tương thích với các tiêu chuẩn của người lớn; xã hội có thể coi họ là những cá nhân phát triển hơn về cảm xúc, dù trên thực thế sự hiểu biết và phát triển xã hội của chúng có thể chậm hơn vẻ ngoài. Các cuộc nghiên cứu đã cho thấy những chú bé dậy thì sớm thường có hoạt động tình dục nhiều hơn và dường như thường tham gia vào những hành động có nhiều nguy cơ.
Với các bé gái, sự trưởng thành sớm có thể thỉnh thoảng dẫn tới sự gia tăng tự tin, dù đó là một khía cạnh thường thấy ở phụ nữ đang trưởng thành. Bởi cơ thể họ phát triển trước, các cô bé đang dậy thì có thể trở nên dễ bị nguy hiểm hơn. Vì thế, các cô bé đạt tới sự trưởng thành tình dục sớm thường có nguy cơ gặp rối loạn về ăn uống hơn các bạn đồng lứa. Gần một nửa chế độ ăn uống của các cô bé học tại các trường cấp ba của Mỹ là để giảm cân. Ngoài ra, các cô bé có thể phải đối mặt với những sự tán tỉnh tình dục từ những chú bé lớn tuổi hơn trước khi họ hoàn toàn trưởng thành về cảm xúc và tinh thần. Ngoài việc có những trải nghiệm sớm về tình dục và mang thai ngoài ý muốn hơn các cô bé dậy thì muộn, các cô bé dậy thì sớm thường có nguy cơ nhiều hơn với rượu và lạm dụng ma tuý. Những người đã có các trải nghiệm đó thường ít có thành tích học tập tốt ở trường như những người bạn cùng trang lứa "không có kinh nghiệm".
Tới độ tuổi 17, các cô bé thường đã phát triển đầy đủ về thể chất. Tới tuổi 16, các chú bé gần như đã hoàn thành giai đoạn dậy thì, và thường hoàn thành ở tuổi 17 hay 18. Những thiếu niên tuổi teenage và những nam giới mới trưởng thành có thể tiếp tục phát triển cơ bắp thậm chí sau tuổi trưởng thành.

Bảng đề cương gần đúng về các giai đoạn phát triển ở sự phát triển trẻ em và thiếu niên. Thiếu niên được đánh dấu đỏ ở trên bên phải.

## Tâm lý
Tâm lý thiếu niên gắn liền với những thay đổi quan trọng trong tính khí thỉnh thoảng được gọi là những sự thay đổi tính khí. Những thay đổi về nhận thức, tình cảm và thái độ là đặc điểm của thiếu niên, thường diễn ra trong giai đoạn này, và điều này có thể là một nguyên nhân của sự xung đột ở một mặt và mặt khác là sự phát triển nhân cách tích cực.
Bởi những người thiếu niên đang trải qua nhiều thay đổi mạnh về nhận thức và thân thể, lần đầu tiên trong đợi họ có thể bắt đầu coi những người bạn, nhóm bạn, là quan trọng hơn và có ảnh hưởng lớn hơn cha mẹ/người giám hộ. Bởi áp lực bạn bè, họ có thể thỉnh thoảng tự cho phép mình thực hiện các hành vi dường như không được xã hội chấp nhận, dù đây thường là một hiện tượng xã hội hơn là một hiện tượng tâm lý. Sự chồng lấn này được xem xét đến trong việc nghiên cứu tâm lý xã hội học.
Gia đình là một khía cạnh quan trọng của tâm lý thiếu niên: môi trường gia đình và nhà ở có ảnh hưởng lớn trên sự phát triển tâm lý của thiếu niên, và những phát triển đó có thể đạt tới đỉnh điểm trong thời thiếu niên. Ví dụ, những người cha mẹ có khuynh hướng lạm dụng thường dẫn tới việc một đứa trẻ "chế giễu" các bạn cùng lớp khi nó tới tuổi mười bảy hay lớn hơn, nhưng trong thời thiếu niên, tình trạng này thường trở nên dần tồi tệ hơn. Nếu các ý tưởng và các lý thuyết đằng sau sự đúng và sai không được hình thành sớm trong cuộc đời một đứa trẻ, sự thiếu hụt sự hiểu biết này có thể làm sút giảm khả năng đưa ra các quyết định có lợi của thiếu niên cũng như cho phép nó có khả năng kiểm soát các hành động của mình.
Trong cuộc tìm kiếm một bản sắc riêng biệt cho chính mình, các thiếu niên thường nhầm lẫn giữa cái là 'đúng' và cái là 'sai.' G. Stanley Hall cho thời kỳ này là một trong các giai đoạn của "Dông bão và Stress" và, theo ông, xung đột tại giai đoạn phát triển này là bình thường và không phải là bất thường. Margaret Mead, mặt khác, gắn cách hành xử của thiếu niên với văn hoá và sự nuôi dưỡng của họ. Tuy nhiên, Piaget, gắn giai đoạn phát triển này với sự gia tăng lớn về khả năng nhận thức; ở giai đoạn này của cuộc đời các tư tưởng của một cá nhân bắt đầu có một hình thức trừu tượng hơn và các tư tưởng coi trọng bản thân dần giảm bớt, vì thế cá nhân được cho là có khả năng suy nghĩ và lập luận ở một mức độ cao hơn.
Tâm lý tích cực thỉnh thoảng cũng được đề cập khi nhắc tới tâm lý thiếu niên. Cách tiếp cận này với thiếu niên là việc cung cấp cho họ động cơ để được chấp nhận về mặt xã hội và các cá nhân đáng chú ý, bởi nhiều thiếu niên cảm thấy buồn chán, do dự và/hay không có động cơ.
Thiếu niên có thể là đối tượng của áp lực trong khoảng thời gian thiếu niên của mình, gồm nhu cầu phải có hoạt động tình dục, uống đồ uống có cồn, sử dụng ma tuý, không tuân theo các khuôn mẫu của cha mẹ, hay thực hiện bất kỳ một hành động nào mà một người phải chịu đựng sẽ không coi là thích hợp, cùng nhiều điều khác. Áp lực của bạn bè là một trải nghiệm thường thấy của thiếu niên và có thể chỉ tồn tại trong một thời gian ngắn hay ở một mức độ lớn hơn. Nếu nó dẫn tới một mức độ lớn hơn, thiếu niên cần tư vấn hay điều trị y tế.
Cũng cần lưu ý rằng thiếu niên là giai đoạn đột phá về tâm sinh lý trong cuộc đời một con người khi sự phát triển nhận thức diễn ra nhanh chóng và các tư tưởng, ý tưởng và khái niệm được phát triển trong giai đoạn này ảnh hưởng lớn tới cuộc sống tương lai của người đó, đóng một vai trò quan trọng trong việc hiìn thanh nhân cách và tính nết.
Những cuộc đấu tranh giữa cái tôi và tình trạng phiền muộn ở tuổi thiếu niên thường hình thành khi một thiếu niên trải qua một sự mất mát. Sự mất mát quan trọng nhất trong cuộc đời họ là sự thay đổi mối quan hệ giữa thiếu niên và cha mẹ. Các thiếu niên cũng có thể trải qua sự xung đột trong quan hệ với bạn bè. Điều này có thể bởi các hành động mà bạn bè họ tham gia vào, như hút thuốc, khiến thiếu niên cảm thấy việc tham gia vào các hoạt động đó dường như là căn bản để duy trì các mối quan hệ bạn bè đó. Tình trạng phiền muộn của thiếu niên có thể rất mãnh liệt ở nhiều thời điểm bởi những thay đổi thân thể và hormone nhưng sự bất ổn về cảm xúc là một phần của thiếu niên. Sự thay đổi trong đầu óc, thân thể và quan hệ của họ thường đặt họ trước sự stress và sự thay đổi đó, họ cho rằng là một thứ đáng sợ.
Các quan điểm về quan hệ gia đình trong thời thiếu niên cũng thay đổi. Quan điểm cũ về quan hệ gia đình trong thời thiếu niên đặt một sự nhấn mạnh vào xung đột và sự thoát ly và những xung đột và stress trong tư tưởng là bình thường và không thể tránh khỏi. Tuy nhiên, quan điểm mới nhấn mạnh trên sự biến đổi hay mối quan hệ và sự duy trì liên hệ.

## Giới tính
Tình dục thiếu niên chỉ tới những cảm giác, hành vi và sự phát triển tình dục trong thiếu niên và là một giai đoạn của tình dục loài người. Tình dục và ham muốn tình dục thường bắt đầu tăng lên cùng với sự bắt đầu của tuổi dậy thì. Sự trải nghiệm ham muốn tình dục trong thiếu niên (hay bất kỳ ai, về vấn đề này), có thể bị ảnh hưởng bởi các giá trị gia đình, văn hoá và tôn giáo nơi họ lớn lên (hay như một phản ứng với nó), social engineering, kiểm soát xã hội, cấm kị, và các kiểu tập tục xã hội khác.

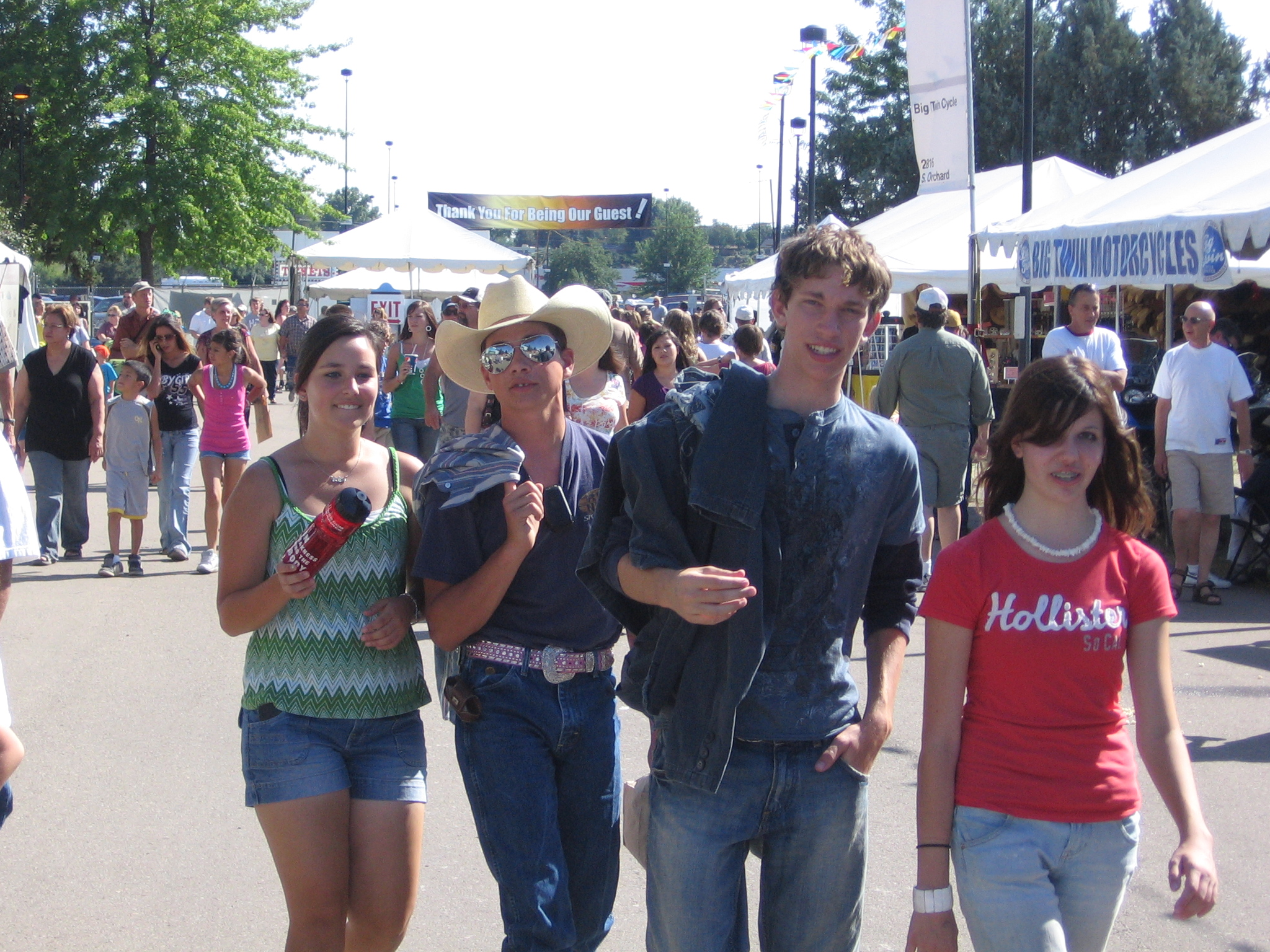
Các cặp tuổi teen tại một hội chợ ở miền Tây nước Mỹ.

Trong xã hội hiện tại, thiếu niên cũng phải đối mặt với một số nguy cơ khi bắt đầu có sự phát triển về giới tính. Một số vấn đề trong số đó là sự mệt mỏi về cảm xúc (sợ bị lạm dụng hay khai thác) và các bệnh lây truyền qua đường tình dục (gồm cả HIV/AIDS), các vấn đề khác như mang thai (vì không sử dụng hay sử dụng các biện pháp tránh thai không đúng cách) bị coi là các vấn đề xã hội tại hầu hết các xã hội phương tây. Về bản sắc tình dục, toàn bộ các khuynh hướng tình dục có ở người lớn đều có ở thanh niên.
Theo nhà nhân loại học Margaret Mead và nhà tâm lý học Albert Bandura, sự hỗn loạn có trong thiếu niên tại xã hội phương Tây có nguyên nhân văn hoá hơn là thể chất; họ thông báo rằng các xã hội nơi những phụ nữ trẻ tham gia vào hoạt động tình dục tự do không có sự hỗn loạn thiếu niên như vậy.
Một cuộc nghiên cứu tiến hành năm 2008 bởi YouGov cho Channel 4, 20% thiếu niên trong độ tuổi 14−17 được thăm dò nói rằng họ có trải nghiệm tình dục đầu tiên ở độ tuổi 13 hay ít hơn.
Tuổi nhận thức với hành vi tình dục khác biệt theo các bộ luật, thay đổi từ 12 tới 21 tuổi.

## Văn hoá
Trong thương mại, thế hệ này được coi là một mục tiêu quan trọng. Điện thoại di động, âm nhạc đại chúng, phim ảnh, các chương trình truyền hình, website, các môn thể thao, video game và quần áo cho độ tuổi này thường được quảng cáo mạnh và cũng là thường thấy ở độ tuổi thanh niên.
Trong quá khứ (và hiện tại trong một số nền văn hoá) có những nghi lễ đánh dấu sự trưởng thành, thường diễn ra ở tuổi thiếu niên. Seijin shiki (dịch nghĩa "lễ trưởng thành") là một ví dụ như vậy tại Nhật Bản. Upanayanam là một nghi lễ mừng tuổi sắp đến cho nam giới trong thế giới Hindu giáo. Trong Đạo Do Thái, các chú bé 13 tuổi và các cô bé 12 tuổi trở thành Bar hay Bat Mitzvah, và thường có một buổi lễ để mừng tuổi sắp đến. Trong số một vài giáo phái của Thiên chúa giáo, nghi lễ hay lễ ban phước Xác nhận được thực hiện cho thanh niên và có thể coi đó là thời điểm khi thanh niên trở thành các thành viên của nhà thờ với quyền riêng của mình (cũng có một lễ Xác nhận tại một số đền Do Thái Cải cách, dù nghi lễ bar hay bat mitzvah dường như có ưu thế hơn. Tại Hoa Kỳ, các bé gái thường có một bữa tiệc "sweet sixteen" (tuổi mười sáu ngọt ngào) để ăn mừng độ tuổi đó, một truyền thống tương tự như quinceañera trong văn hoá Latin. Trong xã hội phương tây hiện đại, các sự kiện như lần đầu tiên có bằng lái, bằng trung học và tốt nghiệp cao đẳng và nghề nghiệp đầu tiên được cho là các dấu mốc quan trọng trong quá trình chuyển tiếp thành người trưởng thành.
Thanh niên cũng là một yếu tố quan trọng trong nhiều phong trào cải cách xã hội trên khắp thế giới. Lịch sử thanh niên tham gia vào các phong trào đó có thể bắt đầu với Jeanne d'Arc, và kéo dài tới thời hiện đại với các phong trào hoạt động thanh niên, hoạt động sinh viên, và các nỗ lực khác để khiến tiếng nói thanh niên được cất lên.

## Các vấn đề pháp lý, quyền và ưu tiên
Trên bình diện quốc tế, những người đạt tới một độ tuổi nhất định (thường là 18, dù có thể xê dịch) về mặt pháp lý được coi là đã đạt tới tuổi trưởng thành và được coi là người lớn và phải chịu trách nhiệm về các hành vi của mình. Người dưới tuổi này được coi là thiếu niên hay trẻ em. Một người dưới độ tuổi trưởng thành có thể có được những quyền của người lớn thông qua sự giải phóng pháp lý.
Những người dưới độ tuổi nhận thức, hay chịu trách nhiệm pháp lý, có thể bị coi là quá trẻ để bị kết án về hành vi tội phạm. Điều này được gọi là doli incapax hay bảo vệ vị thành niên. Tuổi chịu trách nhiệm hình sự thay đổi từ 7 ở Ấn Độ tới 18 ở Bỉ. Sau khi đạt tới tuổi ban đầu, có thể có những mức độ trách nhiệm được quy định theo tuổi và kiểu hành vi, và các hành vi tội phạm có thể được xử tại một toà án vị thành niên.
Tuổi lao động hợp pháp tại các nước phương Tây thường từ 14 tới 16, tuỳ thuộc theo số lượng giờ làm và kiểu công việc. Ví dụ, tại Anh Quốc và Canada, những thiếu niên trong độ tuổi 14 và 16 có thể làm một số công việc nhẹ với một số giới hạn để cho phép có thời gian tới trường; trong khi các thiếu niên trên 16 tuổi có thể làm việc toàn thời gian (ngoại trừ công việc ban đêm). Nhiều quốc gia cũng quy định một độ tuổi rời trường học tối thiểu, trong khoảng từ 10 tới 18, ở độ tuổi đó một người được phép về pháp lý rời khỏi giáo dục phổ cập.
Tuổi nhận thức với hành vi tình dục thay đổi lớn giữa các quốc gia, từ 13 tới 21, dù thông thường hơn ở độ tuổi 14 tới 16. Trong một cuộc nghiên cứu năm 2008 về các thiếu niên 14 tới 17 tuổi do YouGov tiến hành cho Channel 4, có phát hiện rằng một trong ba thiếu niên 15 tuổi có hoạt động tình dục thường xuyên.
Quan hệ tình dục với một người thấp hơn  tuổi nhận thức theo pháp luật thường bị coi là hành vi tội phạm như cưỡng hiếp. Một số quốc gia cho phép một sự miễn trừ khi cả hai người thực hiện hành vi đều gần trong độ tuổi; ví dụ, một người 16 tuổi và một người 18 tuổi. Độ tuổi một người được phép kết hôn cũng khác biệt, từ 17 ở Yemen tới 22 cho nam và 20 cho nữ tại Trung Quốc. Tại các quốc gia phương Tây, mọi người thường được cho phép kết hôn ở tuổi 18, dù họ thỉnh thoảng được phép kết hôn ở một độ tuổi thấp hơn với sự cho phép của cha mẹ hay toà án. Tại các quốc gia đang phát triển, độ tuổi kết hôn theo luật pháp không luôn luôn tương ứng với độ tuổi mọi người thực tế kết hôn; ví dụ, tuổi pháp lý để kết hôn ở Ethiopia là 18 cho cả nam và nữ, nhưng tại các vùng nông thôn đa số các cô bé kết hôn khi 16 tuổi.
Tại hầu hết các quốc gia dân chủ, một công dân được quyền bỏ phiếu khi 18 tuổi. Ví dụ, tại Hoa Kỳ, sửa đổi Hai Sáu giảm tuổi bỏ phiếu từ 21 xuống 18. Tại một số quốc gia, tuổi bỏ phiếu là 17 (ví dụ, Indonesia) hay 16 (ví dụ, Brasil). Trái lại, một số quốc gia có độ tuổi bỏ phiếu tối thiểu là 21 (ví dụ, Singapore) trong khi tuổi tối thiểu ở Uzbekistan là 25. Tuổi ứng cử là độ tuổi tối thiểu một cá nhân đủ tư cách theo pháp luật để giữ một số chức vụ chính phủ qua bầu cử. Tại hầu hết các quốc gia, một người phải đủ 18 tuổi hay hơn để được giữ chức vụ qua bầu cử, nhưng một số quốc gia như Hoa Kỳ và Italia còn có những giới hạn thêm nữa tuỳ theo kiểu chức vụ.

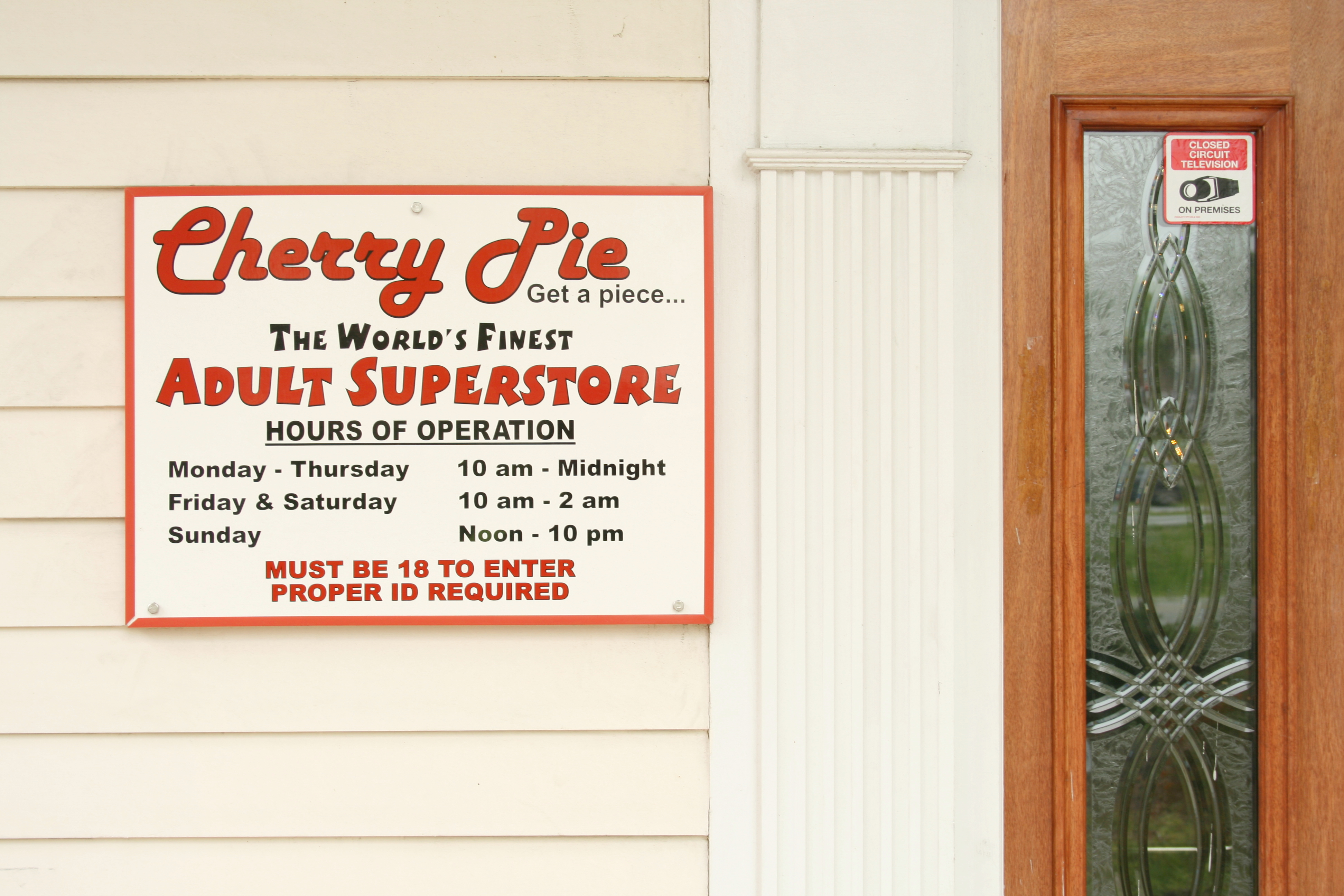
Một biển hiệu bên ngoài một sex shop với dòng chữ "Phải đủ 18 tuổi để vào" tại Chapel Hill, Bắc Carolina.

Việc bán một số loại hàng hoá như thuốc lá, rượu, và băng video với nội dung bạo lực hay sex cũng bị giới hạn bởi độ tuổi ở hầu hết các quốc gia. Tại Hoa Kỳ, độ tuổi tối thiểu để mua một bộ phim mức R, game mức M hay một album với nhãn cần sự tư vấn của cha mẹ là 17 (tại một số bang là 18 hay thậm chí 21). Trên thực tế, thiếu niên tham gia vào việc hút thuốc hay uống rượu dưới tuổi là phổ thông, và trong một số nền văn hoá việc này được khoan dung ở một số mức độ. Tại Hoa Kỳ, thiếu niên được phép lái xe trong độ tuổi 14-18 (mỗi bang đặt ra tuổi lái xe tối thiểu riêng với một sự giới nghiêm có thể được áp dụng), tại Hoa Kỳ, thiếu niên 17 tuổi có thể phục vụ nghĩa vụ quân sự. Tại châu Âu thông thường tuổi lái xe cao hơn (thường là 18) trong khi độ tuổi được uống rượu thấp hơn ở Hoa Kỳ (thường là 16 hay 18). Tại Canada, tuổi được uống rượu là 18 tại một số vùng và 19 ở những vùng khác. Tại Úc, tuổi tối thiểu để được uống rượu là 18, trừ một người đang ở trong một căn nhà tư hay đang ở dưới sự giám sát của cha mẹ với sự cho phép. Thậm chí, ở một số nước như Nhật Bản, tuổi tối thiểu được phép uống rượu là 20 tuổi. Tuổi lái xe khác biệt theo từng bang nhưng hệ thống thường thấy là một hệ thống chứng chỉ "biển số L" (một giấy chứng nhận học yêu cầu sự giám sát từ một lái xe có bằng) từ tuổi 16, "biển số P" đỏ (bằng tập sự) ở tuổi 17, "biển số P" xanh ở tuổi 18 và cuối cùng là bằng lái đầy đủ, ví dụ, cho hầu hết mọi người ở khoảng tuổi 20.
Tuổi hợp pháp để chơi cờ bạc cũng tuỳ thuộc theo từng hệ thống pháp luật, dù thông thường là 18 tuổi.
Tuổi tối thiểu để hiến máu tại Hoa Kỳ là 17 dù nó có thể là 16 với sự cho phép của cha mẹ tại một số bang như New York và Pennsylvania.

Tuổi thích hợp và nhận thức là một định nghĩa pháp luật về sự trưởng thành.
Một số nhà khoa học xã hội, gồm cả nhà nhân loại học Margaret Mead và nhà xã hội học Mike Males, đã lưu ý sự đối xử trái ngược của luật pháp ảnh hưởng tới thanh niên tại Hoa Kỳ. Như Males đã dẫn chứng, Toà án Tối cao Hoa Kỳ đã, "phán quyết một cách rõ ràng rằng các nhà làm luật có thể áp đặt các trách nhiệm và hình phạt với người lớn với các cá nhân thanh niên nếu họ đã là người lớn ở cùng thời điểm các điều luật và các chính sách bãi bỏ toàn bộ các quyền của thanh niên nếu họ là trẻ em."
Vấn đề hoạt động thanh niên ảnh hưởng tới các hoàn cảnh chính trị, xã hội, giáo dục và đạo đức đang ngày càng có tầm quan trọng lớn hơn trên thế giới. Các tổ chức do thanh niên lãnh đạo trên khắp thế giới đã đấu tranh cho công bằng xã hội, bỏ phiếu thanh niên tìm cách để các thanh niên có được quyền bỏ phiếu, để đạt được thêm quyền của thanh niên, và yêu cầu có trường học tốt hơn thông qua hoạt động sinh viên.
Từ khi Công ước về Quyền Trẻ em xuất hiện năm 1989 (trẻ em được định nghĩa là người dưới 18 tuổi), hầu như mọi quốc gia (ngoại trừ Hoa Kỳ và Somalia) trên thế giới đã tự nguyện cam kết thực hiện lập trường chống phân biệt đối xử với trẻ em ở mọi lứa tuổi. Đây là một tài liệu có tính bắt buộc về pháp lý lôi kéo sự tham gia của thanh niên trong toàn xã hội trong khi hoạt động chống lại lao động trẻ em, binh lính trẻ em, mại dâm trẻ em, và sách báo khiêu dâm.